# نبی شعیب

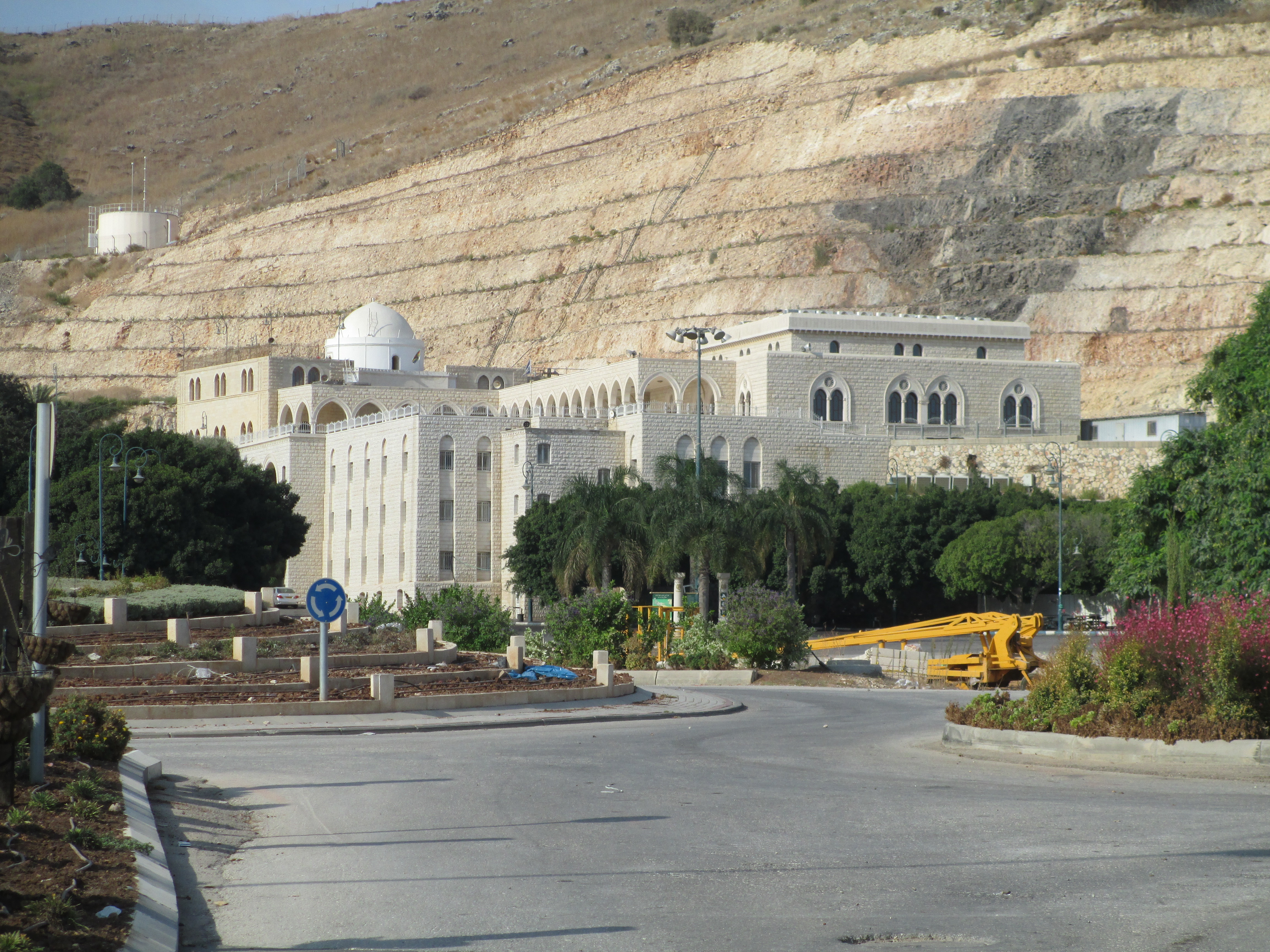
مجموعه میزبان مقبره

نبی شعیب (به معنای «پیامبر شعیب») یک پیامبر مذهبی اسلامی و دروزی است که به‌طور سنتی با جتروی کتاب مقدس شناخته می‌شود، که اعتقاد بر این است که مقبره/زیارتگاه احتمالی او در نزدیکی کفار زیتم، نه چندان دور از آن واقع شده‌است.
با این حال، یکی دانستن شعیب با جترو، یک سنت دروزی است تا واقعیت تاریخی (رجوع کنید به شعیب). شعیب پیامبر چهاردهم است و اعتقادات اسلامی شعیب را سیزدهمین پیامبر می‌دانند.
نبی شعیب مورد احترام سنتی دروزیان در فلسطین بود. این زیارتگاه در جنگ اسرائیل و اعراب در سال ۱۹۴۸ به عنوان مکانی بود که دروزی‌ها زیارت می‌کردند. پس از جنگ ۱۹۴۸، اسرائیل این مقام (مقدس) را تحت مراقبت انحصاری دروزی‌ها قرار داد. مقبره نبی شعیب، یکی از شخصیت‌های اصلی مذهب دروزی، برای قرن‌ها محل زیارت سالانه دروزی‌ها بوده‌است. زیارتگاه‌های وقف شده به نبی شعیب در سراسر منطقه سوریه بزرگ رایج است.

## کتابشناسی - فهرست کتب
- Petersen, Andrew (2001). A Gazetteer of Buildings in Muslim Palestine (British Academy Monographs in Archaeology). Vol. I. Oxford University Press. pp. 148−150. ISBN 978-0-19-727011-0.